# Frýdlant
Frýdlant (německy Friedland, někdy také Frýdlant v Čechách) je město na severu Čech v Libereckém kraji v okrese Liberec. Leží ve Frýdlantském výběžku na okraji Jizerských hor. Odedávna bylo přirozeným centrem kraje patrně proto nazývaného Frýdlantsko. Město, jímž protéká řeka Smědá, vzniklo kolem stejnojmenného hradu a zámku. Jeho historické jádro bylo prohlášeno městskou památkovou zónou. Včetně částí Albrechtice u Frýdlantu a Větrov ve městě žije přibližně 7 400 obyvatel.

## Historie

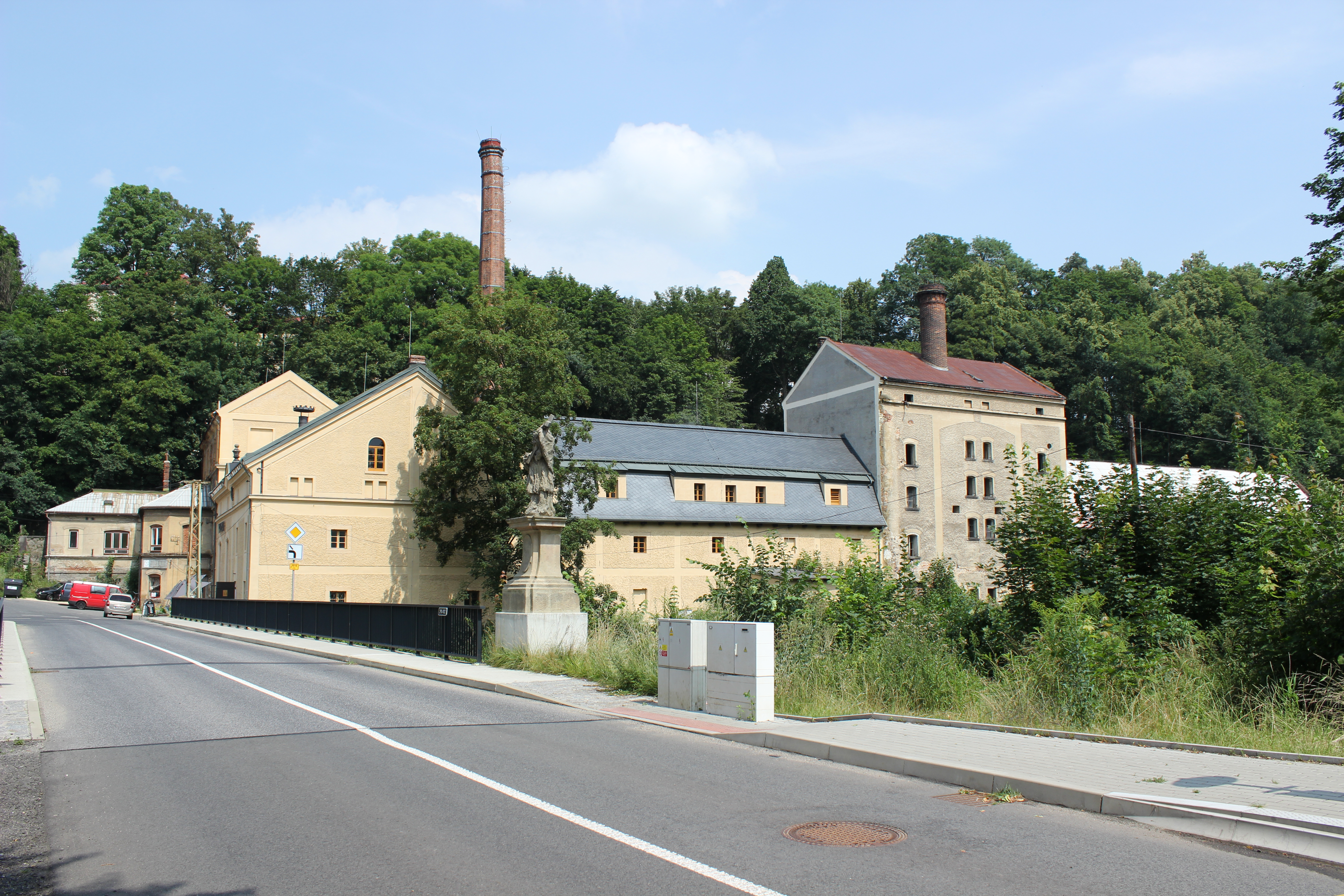
Celkový pohled na Zámecký pivovar ve Frýdlantě

Předpokládá se, že hrad Frýdlant vznikl někdy ve čtyřicátých letech 13. století na ochranu země proti očekávanému vpádu Tatarů. Jeho vybudování zároveň ukončilo nadvládu biskupů z Míšně nad okolním územím patřícím tehdy rodu Ronovců. Roku 1278 již přímo pod hradem na břehu řeky Smědé v blízkosti brodu existovala osada s kostelíkem a tržištěm. V době německé kolonizace za Biberštejnů byla osada rozšířena.
Roku 1537 povýšil majitel panství Jáchym z Biberštejna Frýdlant na město a zřejmě v tu dobu dostal i svůj znak. Město bylo chráněno hradbou, vodním příkopem a palisádovým náspem, vstup do něj zajišťovala dvojice bran: první směrem k brodu a druhá – Horní – směrem k hradu. V této době také na opačném břehu Smědé vznikla osada Větrov. Podle urbáře roku 1552 bylo ve městě a předměstí 234 domů a pracovalo zde 21 pláteníků, šestnáct soukeníků, deset řezníků a mnoho dalších řemeslníků.
Za Biberštejnů přežilo město několik požárů a v letech 1428–1433 několik husitských nájezdů. Po smrti Kryštofa z Biberštejna 15. prosince 1551 připadlo Frýdlantsko opět královské komoře a od ní jej získal za 40 000 tolarů rod Redernů. Během této výměny velmožů si nechali frýdlantští měšťané potvrdit svá městská privilegia. Za Kateřiny z Redernu došlo ke sporu o právo várečné, kdy se měšťané i šlechtična hlásili o právo vařit pivo. Za Redernů byla ve městě postavena nová radnice osazená erby Redernů a Šliků, začalo se s dlážděním ulic a náměstí. Na sklonku 16. století si Redernové v těsném sousedství původního hradu postavili nový renesanční zámek zdobený sgrafity a s novou zámeckou kaplí zasvěcenou svaté Anně.

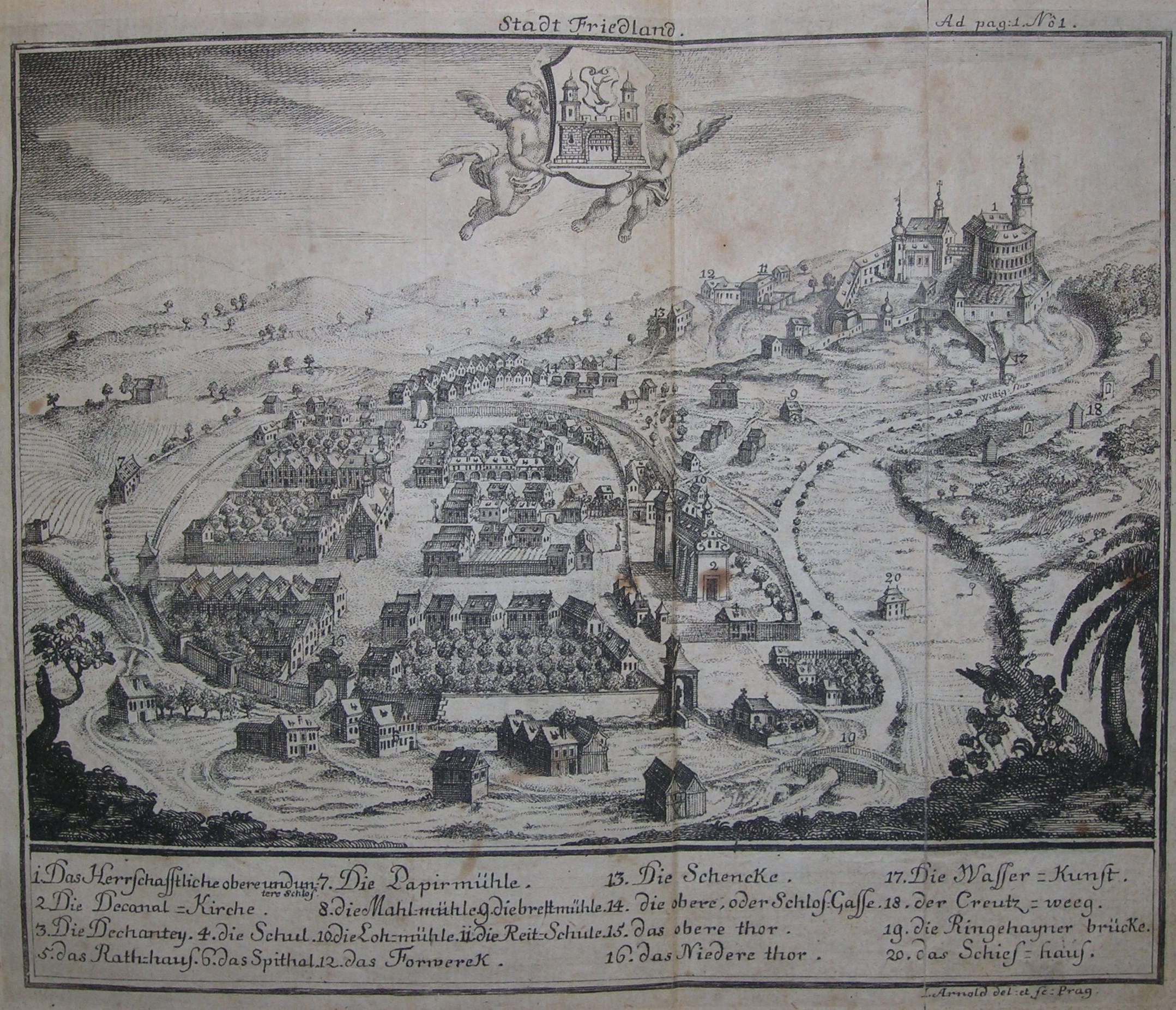
Vyobrazení města v publikaci Johana Carla Rohna Kronika Frýdlantu a Liberce (Chronik von Friedland und Reichenberg) z roku 1763

Do širokého povědomí však vstoupil Frýdlant až za dvanáctileté vlády Albrechta z Valdštejna. Ten se k panství dostal po bitvě na Bílé hoře, když byl Kryštof z Redernu nucen z panství uprchnout. Dne 4. dubna 1621 obsadil město Frýdlant oddíl Valdštejnovy pěchoty. Dne 5. června Ferdinand II. udělil Albrechtovi frýdlantské a liberecké panství v léno a Valdštejn o rok později za tyto oblasti císaři zaplatil 150 000 zlatých. Valdštejn nepotvrdil městu právo várečné a zakázal protestantskou víru. I když celé vévodství neslo jméno podle Frýdlantu, vévoda sám zde pobýval jen krátce: 1. prosince 1627, 4.–7. června 1628 a v únoru a dubnu roku 1630. Sídelním městem vévodství byl Jičín. Tato doba znamenala pro město i okolní kraj nebývalý hospodářský rozmach. Válečná konjunktura poskytovala místním obyvatelům mnoho pracovních příležitostí, například při výrobě střelného prachu, v papírně a i dalších podnicích. Kraj byl také po celá dvacátá léta ušetřen válečných útrap, za což si vysloužilo označení „šťastná země“ (terra felix). Město bylo vyrabováno 28. srpna 1629, když tudy projížděli chorvatští jezdci. Větším nebezpečím byl saský vpád v roce 1631, kterého tehdy hodlal využít i Kryštof z Redernu k návratu na své panství. Vpád však byl neúspěšný a Kryštofův návrat se tak nekonal. Během vpádu bylo opevnění Frýdlantu značně posíleno a na zámek se vrátila Valdštejnská posádka. Díky ní také nepadl zámek do nepřátelských rukou, když před 24. listopadem 1632 město obsadil oddíl zhruba tisíce mužů.
Po Valdštejnově smrti 25. února 1634 získali panství Gallasové. Matyáš z Gallasu zde však mnoho příležitostí k vládě nedostal – zuřila třicetiletá válka a město bylo střídavě okupováno různými stranami konfliktu. Město bylo celkem desetkrát obsazováno Švédy i císařskými vojsky, také v této době vyhořelo a 24. května 1639 dokonce Švédové obsadili frýdlantský zámek. Během jejich okupace se na začátku roku 1640 na zámek dokonce vrátil Kryštof z Redernu a byl prohlášen za majitele panství Frýdlant, Liberec a Závidov. Císařská vojska však Frýdlant znovu obsadila 17. března 1640 a Kryštof musel (již navždy) svá panství opustit.

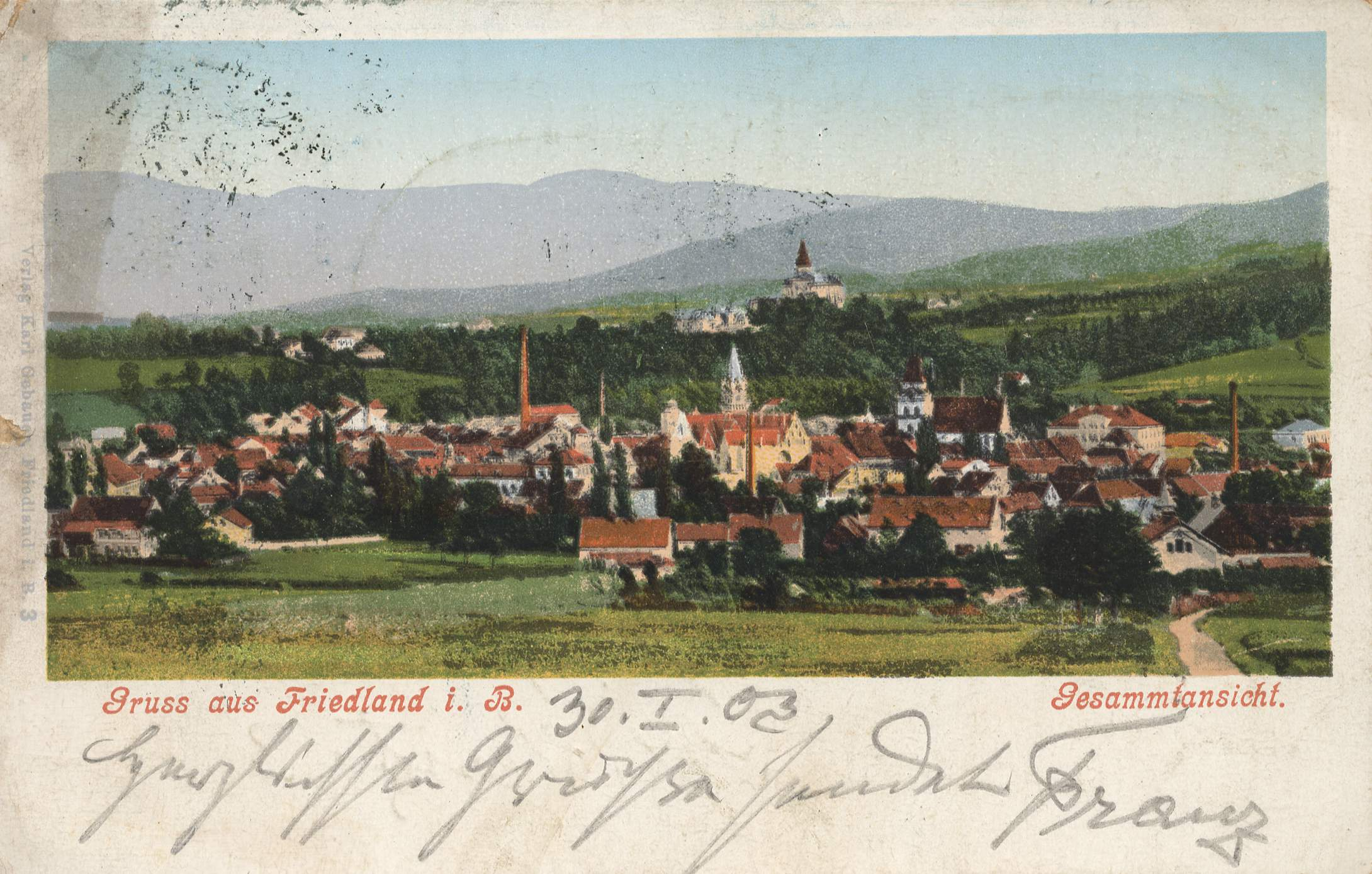
Město a zámek na pohlednici z roku 1903

Po Gallasech se pány okolních panství stali Clam-Gallasové. Ti zde vládli až do 20. století. Také za jejich dlouhého panování byl Frýdlant vystaven válečným útrapám za sedmileté války a v roce 1813, kdy jím táhla Napoleonova armáda.
Během těchto dlouhých staletí byl Frýdlant významnější než sousední Liberec. To se ovšem změnilo v 19. století s rozvojem textilního průmyslu. S rychle rostoucím Libercem nedokázal Frýdlant udržet krok a začal se dostávat do jeho stínu.
V letech 1938 až 1945 byl Frýdlant (v důsledku uzavření Mnichovské dohody) přičleněn k nacistickému Německu.
Dne 7. srpna 2010 zasáhly město bleskové povodně, nejvíce škod napáchala rozvodněná řeka Smědá. Již před ní, 7. dubna 2010, ale začala ve městě rekonstrukce náměstí T. G. Masaryka. Probíhala podle návrhu zpracovaného architekty Vladimírem Baldou a Jiřím Janďourkem. Úpravy skončily 24. září 2011 a upravené náměstí se otevíralo za přímého rozhlasového přenosu na stanici Český rozhlas Sever. Přestavbu ocenil jak architekt Adam Gebrian, tak také Centrum české architektury, které v soutěži Think Arch udělilo v kategorii architektů do 40 let oběma autorům návrhu první místo.
Od 2. dubna 2012 dohlížela na bezpečnost ve městě liberecká městská policie. Smlouva byla původně sepsána do roku 2016. Využívání městské policie z Liberce šetřilo Frýdlantu asi dva miliony korun ročně. Nakonec spolupráce trvala deset let, tedy až do roku 2021, kdy ji již krajské město neprodloužilo, protože nemělo dostatek strážníků. Frýdlant tak zřídil svou vlastní městskou policii. Tvoří ji strážníci, kteří původně ve Frýdlantě pracovali pro libereckou městskou policii. Jejich počet ale nebyl dostatečný, což se povedlo napravit do konce roku a od 1. ledna 2023 měl Frýdlant svou vlastní městskou policii kompletní.
Od srpna 2015, je původně zkušebně na tři měsíce, v provozu městská doprava. Trasa dosahuje délky 13 kilometrů a autobus Iveco Stratos ji vykoná za 36 minut. Její zavedení se osvědčilo a linka zůstala pod číslem 602 v rámci Integrovaného dopravního systému Libereckého kraje v provozu i nadále.

## Obyvatelstvo
| Rok            | 1869  | 1880  | 1890  | 1900  | 1910  | 1921  | 1930  | 1950  | 1961  | 1970  | 1980  | 1991  | 2001  | 2011  | 2021  |
| -------------- | ----- | ----- | ----- | ----- | ----- | ----- | ----- | ----- | ----- | ----- | ----- | ----- | ----- | ----- | ----- |
| Počet obyvatel | 4 482 | 4 817 | 5 282 | 6 241 | 6 888 | 6 172 | 6 314 | 4 447 | 4 965 | 5 059 | 6 266 | 6 983 | 6 789 | 6 789 | 6 356 |
| Počet domů     | 619   | 649   | 705   | 869   | 902   | 931   | 1 028 | 1 078 | 1 103 | 895   | 949   | 1 057 | 1 075 | 1 132 | 1 132 |

## Obecní správa

### Části města
Od 1. ledna 1986 pod město spadá místní část Albrechtice u Frýdlantu.
- Frýdlant
- Větrov – dělí se na ZSJ Dolní a Horní Větrov, U Nádraží, Pod Špičákem (tj. Polní Domky), Zátiší (tj. Nichtovy Domky)

Osady a samoty:
- Hág (též Háj; něm. Hag, popř. Haag)
- Zámecký Okres
- Bažantnice (Fasangarten)
- Údolí (též Jäklovo Údolí; něm. Jäkelsthal, popř. Jäckelsthal)
- Harta (Harte)
- Tongrund (Thongrund)
- Polní Domky (Feldhäuser)
- Větrov-Zátiší (též Nichtovy Domky; něm. Nichthäuser)
- Filipov (Philippsberg)

### Znak
Na znaku se v modrém štítě mezi dvěma věžemi z kvádrů ve stříbrné barvě nachází městská hradba ze stejného materiálu i barvy. Obě věže jsou v přízemní části čtyřhranné, avšak v úrovni prvního i druhého poschodí osmihranné. Jednotlivá podlaží jsou navíc oddělena římsami. V přízemí každé z věží se nachází klíčová střílna a v poschodích po jednom po jednom obdélném okně. Ve vrchní části jsou věže uzavřeny kupolovitou střechou červenohnědé barvy doplněné zlatou makovicí a vikýřem s malým oknem. Všemi okny prosvítá modrá barva štítu. Na hradební zdi se mezi věžemi nachází cimbuří se třemi stínkami a s otevřenou bránou mající do poloviny vytaženu zlatou mříž. Na střední stínce mezi věžemi se nachází štítek zlaté barvy a na něm je ohnutý pravý jelení paroh přirozené hnědé barvy s pěti špicemi. Někdy bývá paroh malován i v červeném zbarvení, avšak podle popisu znaku z roku 1635 má mít barvu přirozenou.

## Doprava

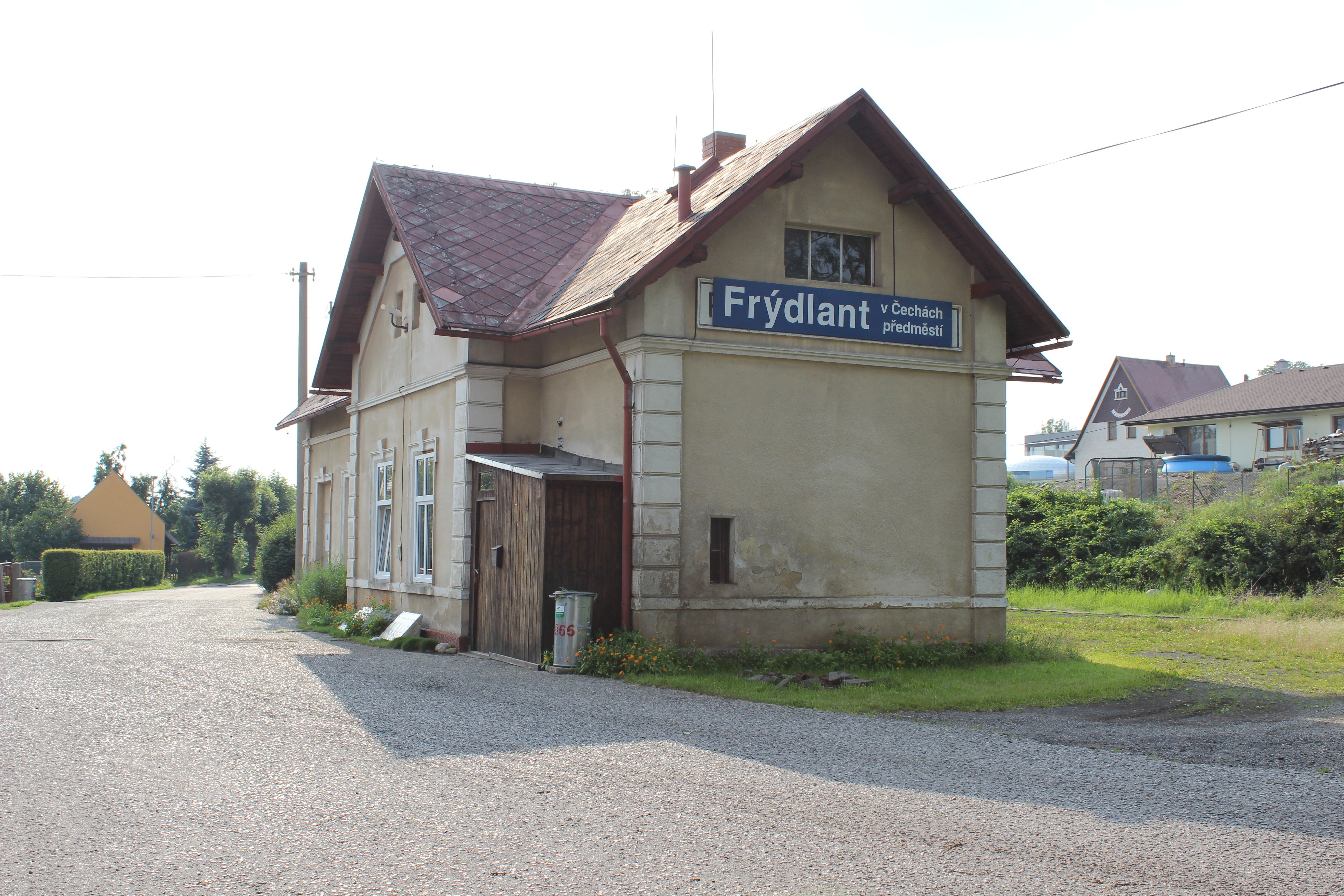
Železniční stanice Frýdlant v Čechách předměstí

Frýdlant má silniční spojení s okolními obcemi a díky silnici 13 také s Libercem a hraničním přechodem Habartice–Zawidów. Je zde autobusové nádraží ČSAD.
Místní železniční stanice na trati Liberec–Zawidów se jmenuje Frýdlant v Čechách. Odbočuje zde železniční trať Frýdlant v Čechách – Jindřichovice pod Smrkem. Úzkorozchodná dráha do Heřmanic byla v roce 1976 zrušena.
V chodníku u domu číslo popisné 170 v ulici Míru je umístěn žulový kilometrovník s údajem „28,6“.

## Školství
- Základní škola
- Gymnázium Frýdlant, založeno jako státní reálné gymnázium roku 1947
- Odborné školy:
  - Střední zemědělská škola s obchodní akademií
  - Střední odborné učiliště s rodinnou školou
  - Zvláštní odborné učiliště se speciální rodinnou školou
  - Střední škola hospodářská a lesnická

Ve městě se též nachází dětský domov.

## Pamětihodnosti

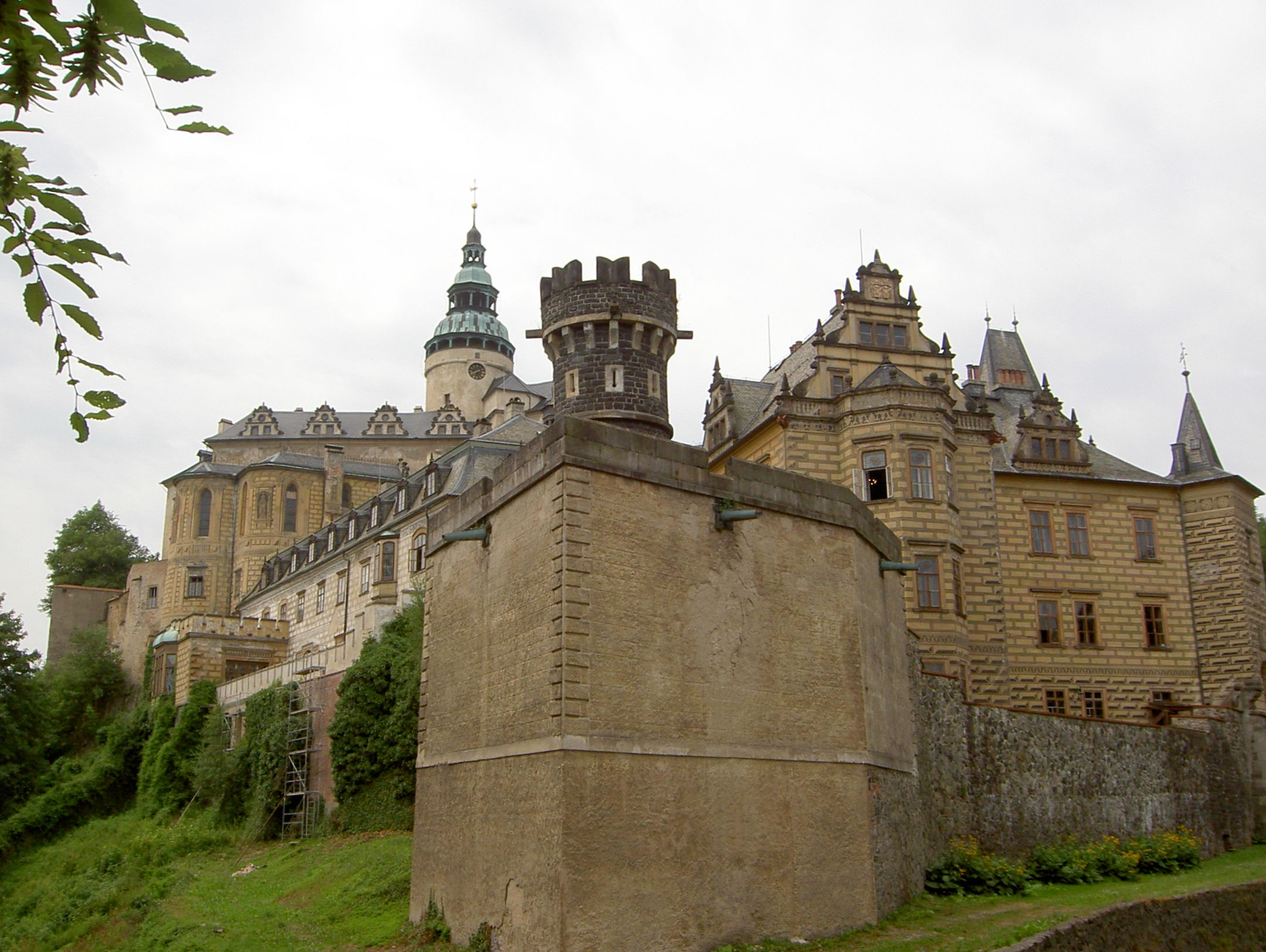
Hrad a zámek

- Hrad a zámek Frýdlant založený ve 13. století.[21]
- Pseudorenesanční radnice z let 1892–1896 s městským muzeem ve druhém patře byla postavena vídeňským architektem Franzem von Neumannem.
- Kostel Nalezení svatého Kříže vybudovaný v letech 1549–1551 je díky mnoha přestavbám směsicí slohů. V jeho kapli je rodinná hrobka Redernů z roku 1566, která patří k nejhezčím renesančním památkám v Čechách. Tento náhrobek ze čtyř druhů mramoru je dílem vratislavického umělce nizozemského původu, Kryštofa Gerharda Heinricha z Amsterdamu. V ohradní zdi okolo kostela jsou umístěny výklenkové kapličky Křížové cesty.
- Kostel Krista Spasitele náležející Církvi československé husitské
- Pravoslavný kostel Sv. Maří Magdaleny
- Dům purkmistra Zestermanna na náměstí
- Morový sloup na památku obětí epidemií byl postaven v roce 1899
- Frýdlantská rozhledna na Frýdlantském vrchu je 21 metrů vysoká rozhledna z pálených cihel a žulových bloků postavená v roce 1907.
- Vila Adalberta Plumerta
- Hotel Bílý kůň
- na hřbitově se nacházejí vedle hrobů českých také německé, z nichž do některých se stále ještě pohřbívá. Některé z hrobů jsou až z počátku 19. století. Nachází se zde například hrobka mlynářské rodiny Siegmundů, jejíž součástí je cenná secesní reliéfní plastika.[pozn. 1] U hřbitovní zdi poblíž vchodu jsou ale náhrobky ještě staršího data. Texty na nich však již nejsou čitelné. Na hřbitově odpočívají také francouzští, italští a polští zajatci, jež zde na následky věznění skonali během května roku 1945.[22]
- Nad městem na Křížovém vrchu se nachází druhá frýdlantská Křížová cesta.

## Osobnosti
- Josef Gottfried Riedel (1803–1870), psychiatr
- Alexander Bittner, (1850–1902), paleontolog a geolog
- Magdaléna Borová (* 1981), herečka a členka souboru činohry Národního divadla[23]
- Jan Budař (* 1977), herec, hudebník a režisér[24]
- Heinrich Ehrlich (1846–1921), sudetoněmecký finančník, mecenáš a regionální politik
- Antonín Hájek (1987–2022), skokan na lyžích[25]
- Heinrich Kaulfersch (* 1864), majitel továrny na zemědělské stroje, starosta města a poslanec zemského sněmu
- Franz Mohaupt, (1854–1916), hudební skladatel
- Johann Pulkrabek, v letech 1856–1865 působil ve městě (vedl záložní spolek, člen zastupitelstva města). Roku 1865, při jeho odchodu do Prahy, mu byl udělen titul čestného občana[26]
- Blanka Henešová (* 1965), česká překážkářka[27]
- Dan Ramzer (* 1969), v letech 2007 až 2021 starosta města
- Otto Stein (1877–1958), malíř a grafik
- Franz Thiele (1868–1945), malíř a vysokoškolský pedagog
- Alexander Tomský, (* 1947), novinář

## Partnerská města
Partnerskými městy Frýdlantu jsou:
- Friedland, Braniborsko, Německo
- Friedland, Meklenbursko-Přední Pomořansko, Německo
- Friedland, Dolní Sasko, Německo
- Frýdlant nad Ostravicí, Česko
- Korfantów, Polsko
- Mieroszów, Polsko
- Pravdinsk, Rusko
- Siekierczyn, Polsko

## Galerie

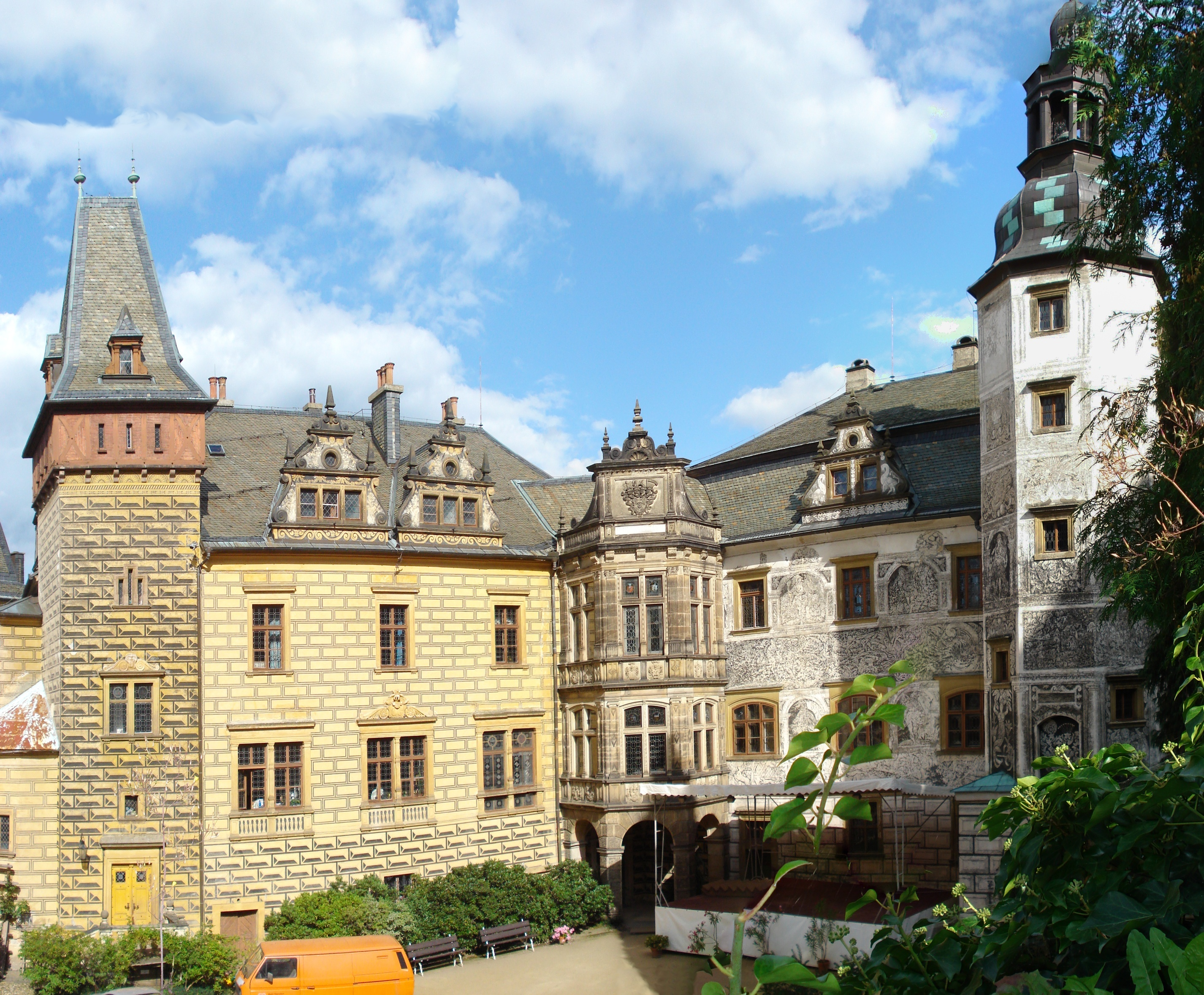
Zámek
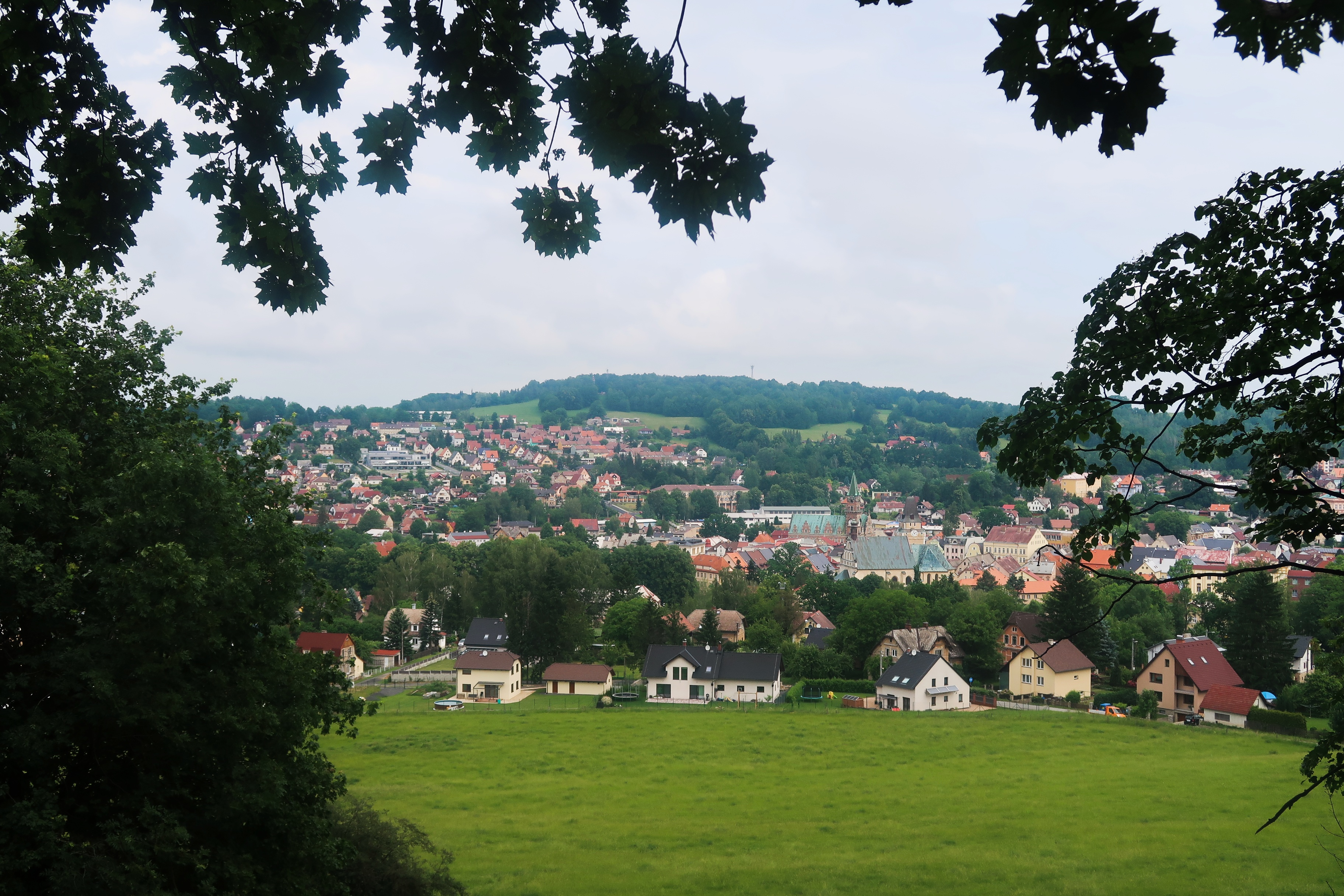
Panorama města z Křížového vrchu
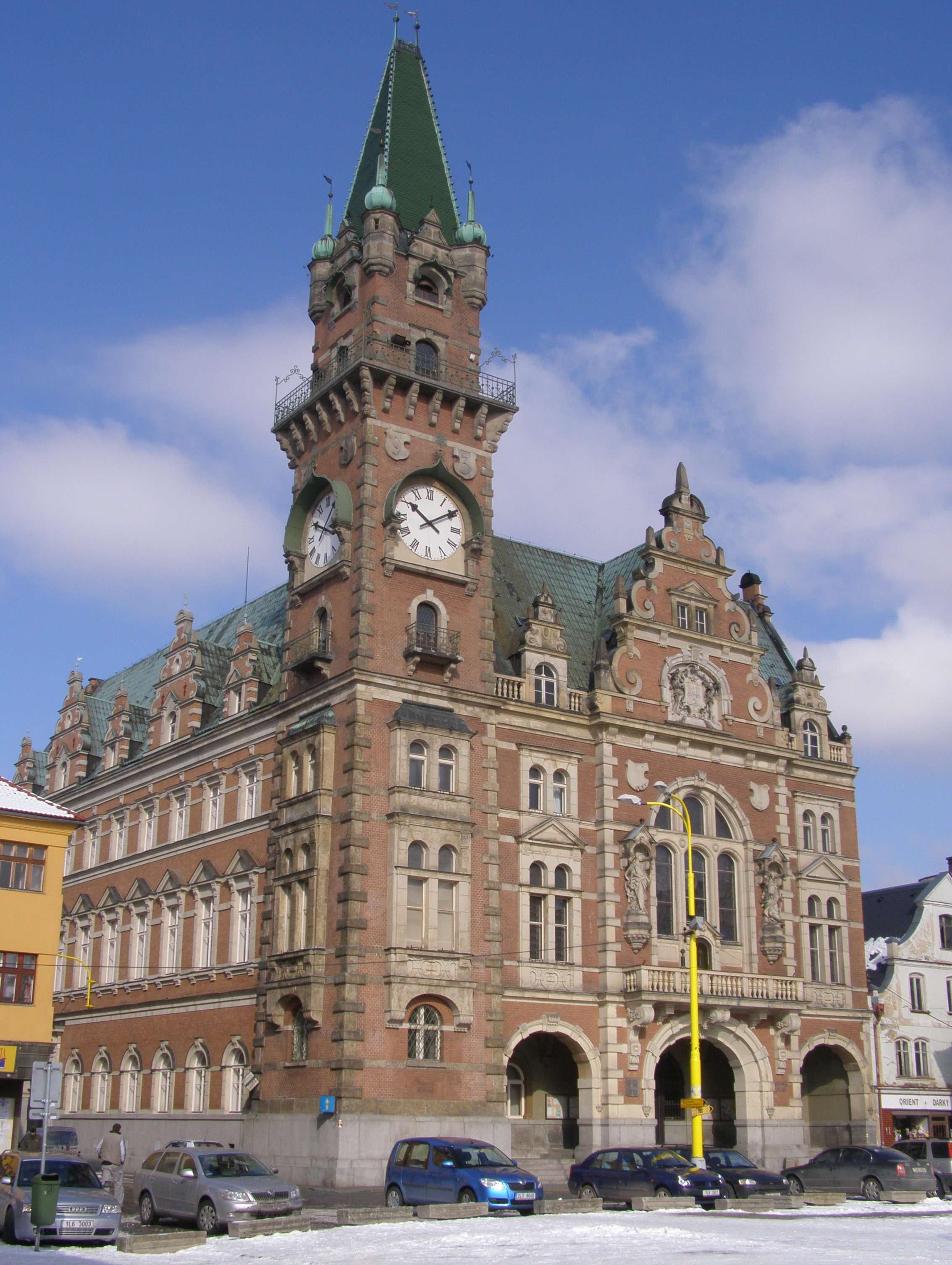
Radnice
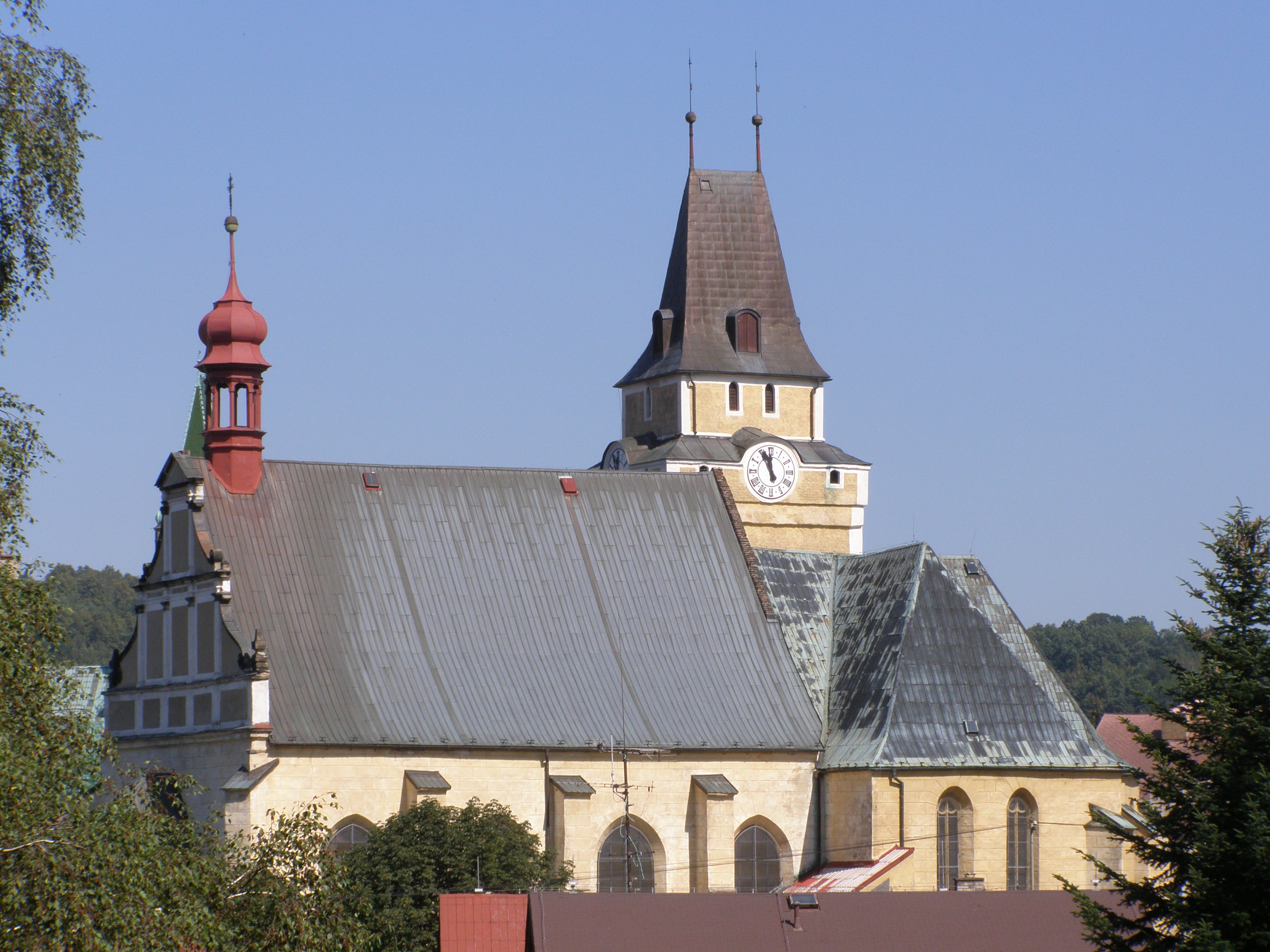
Kostel Nalezení svatého Kříže
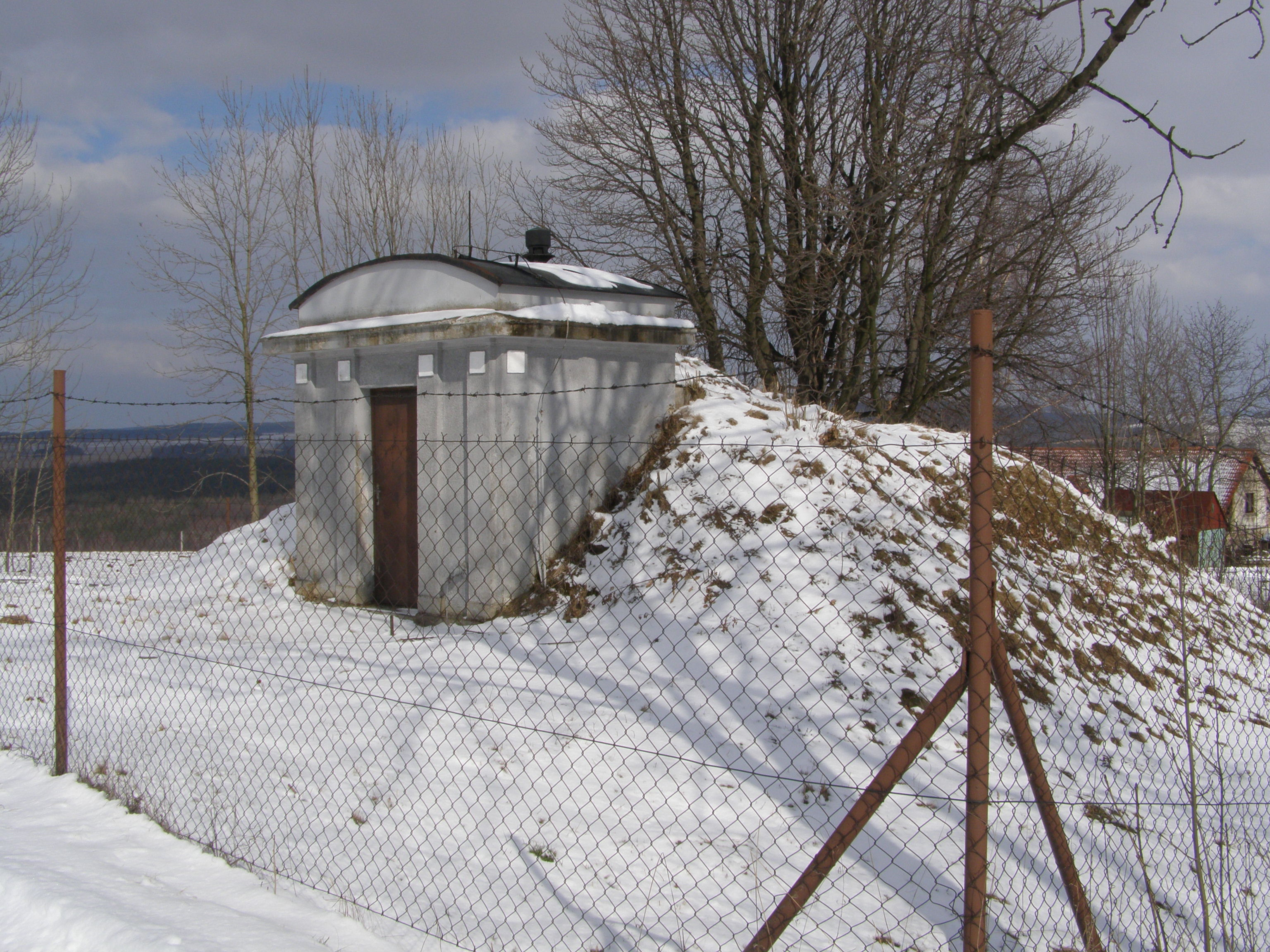
Jedna z frýdlantských vodáren
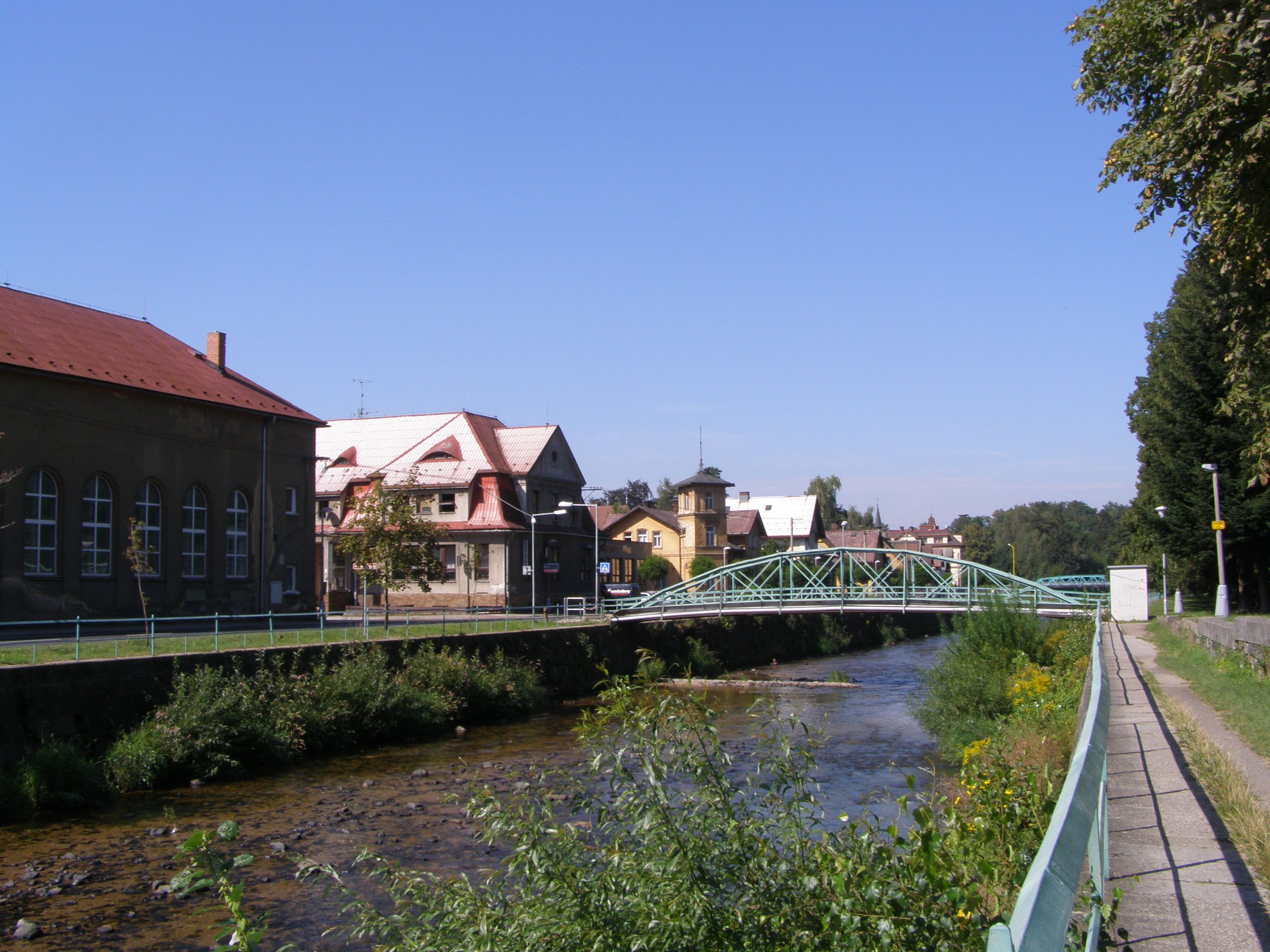
Lávka přes řeku Smědou (zničena při povodních v srpnu 2010)
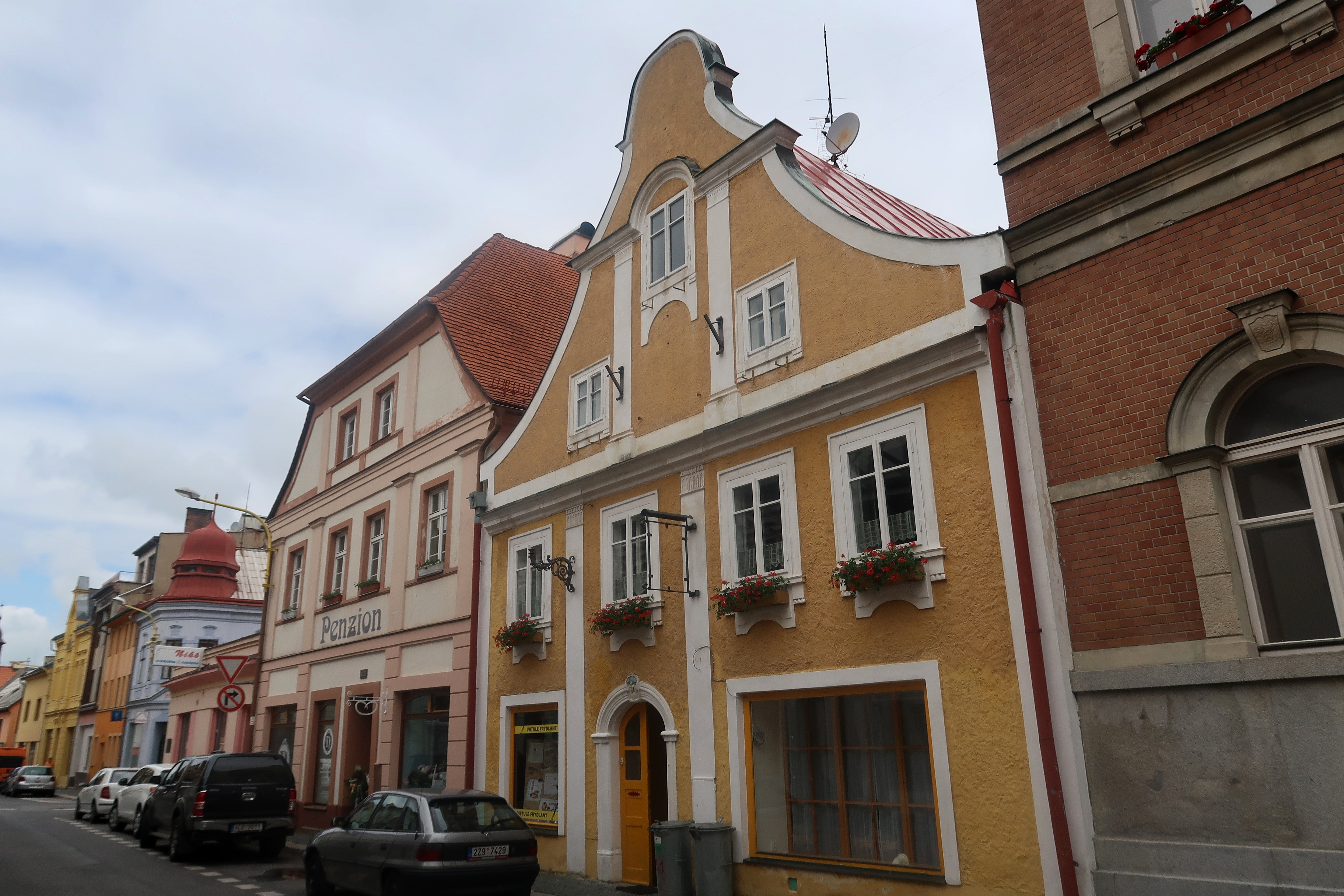
Ulice Míru
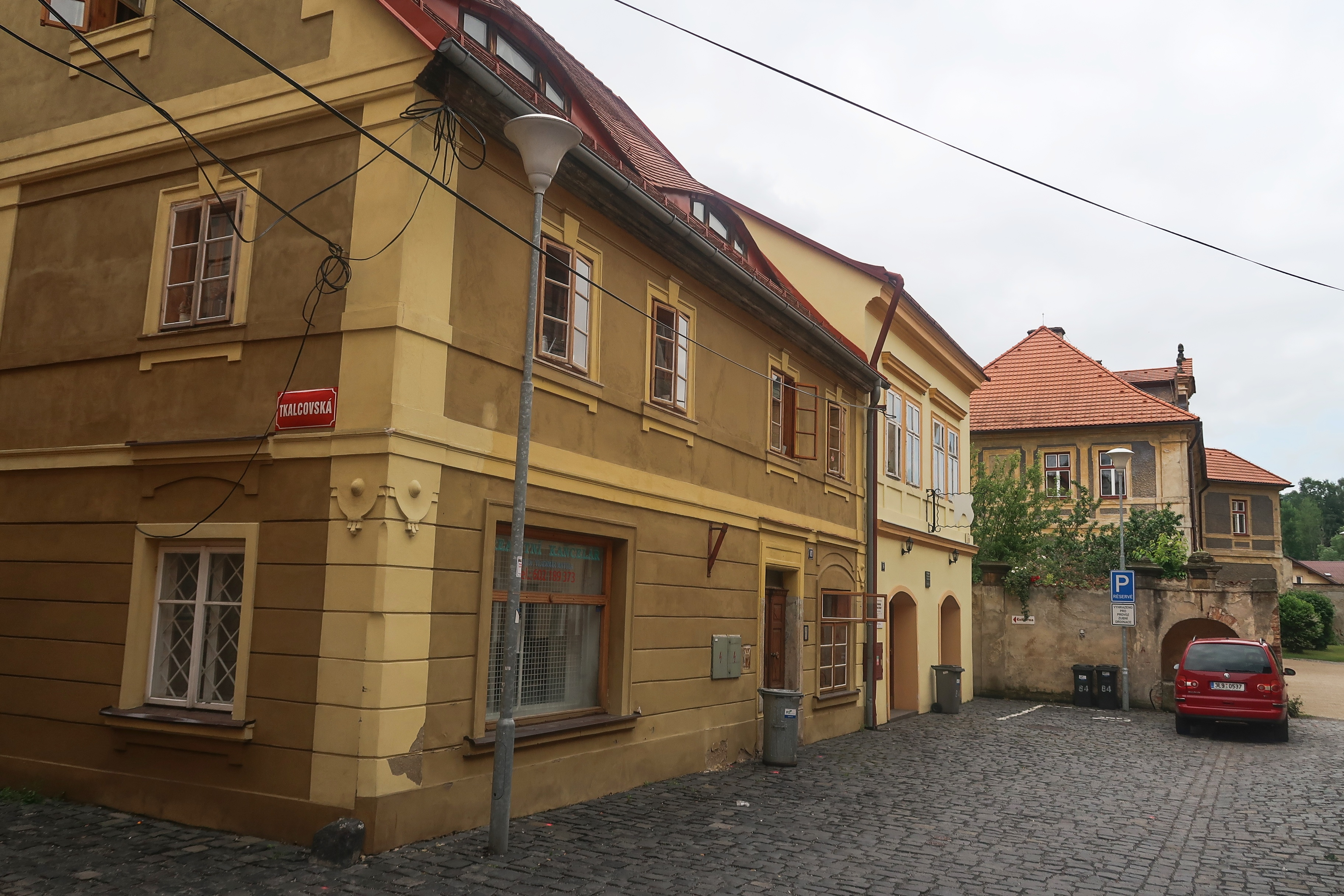
Děkanská ulice
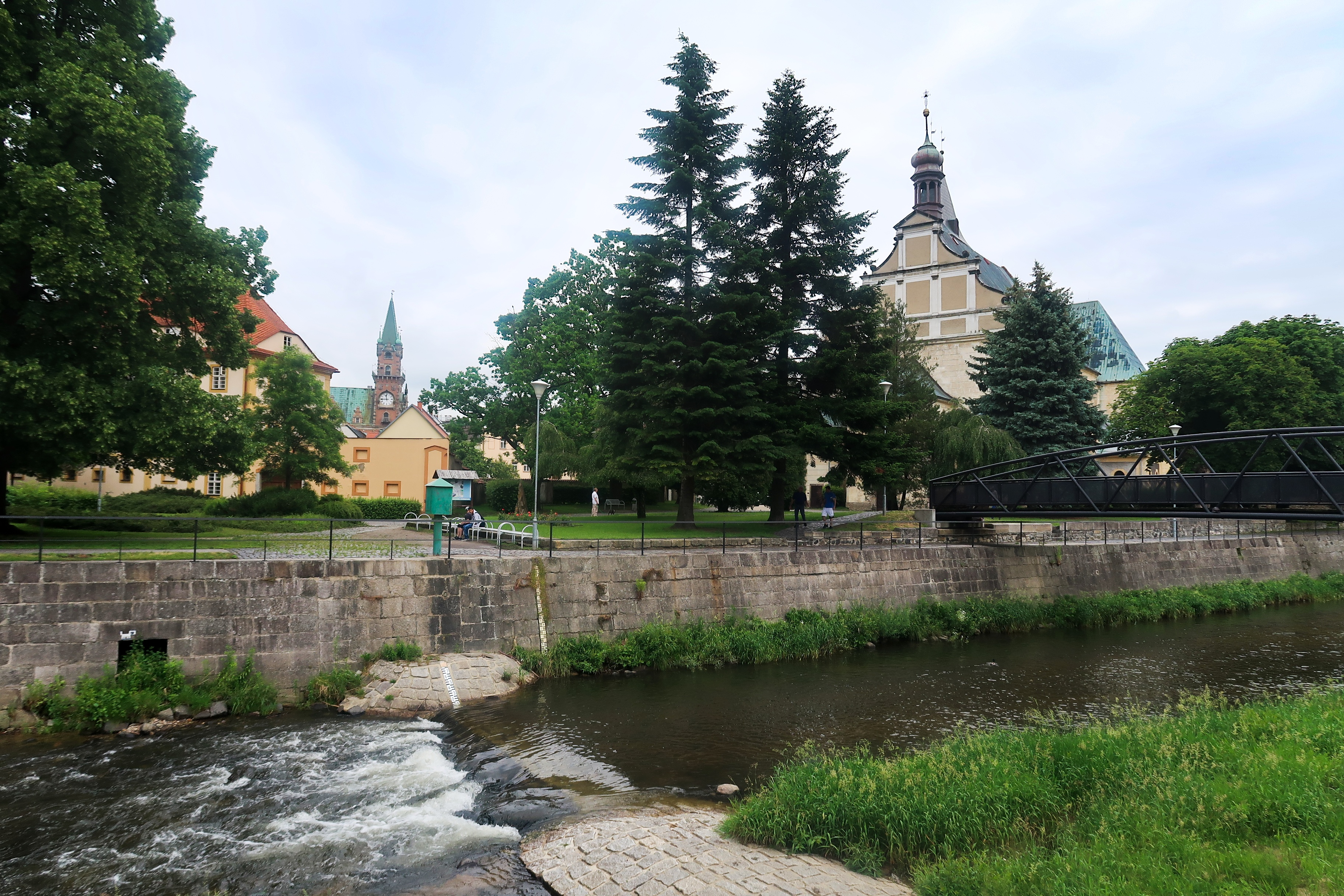
Řeka Smědá, kostel Nalezení sv. Kříže a věž radnice
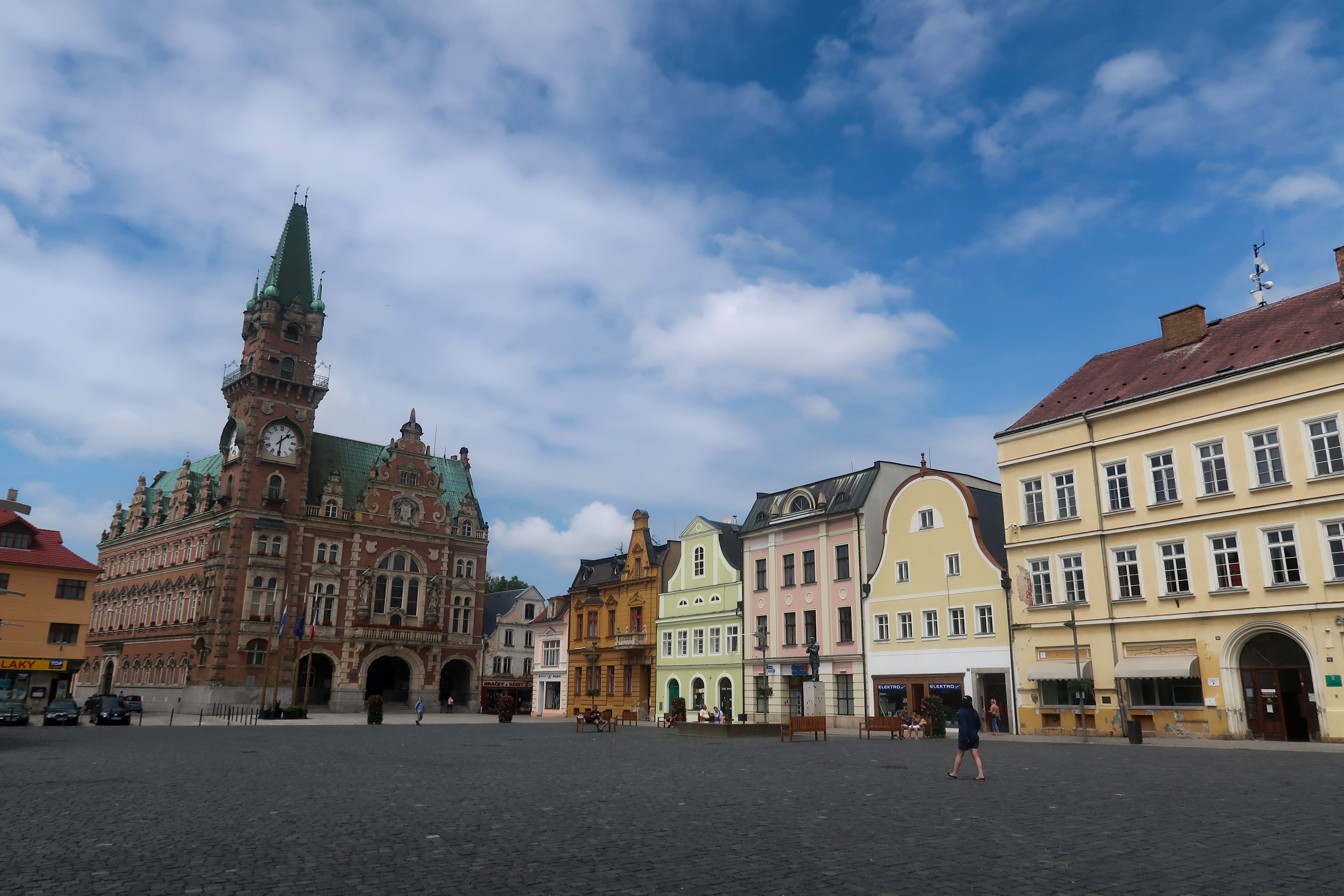
Masarykovo náměstí s radnicí
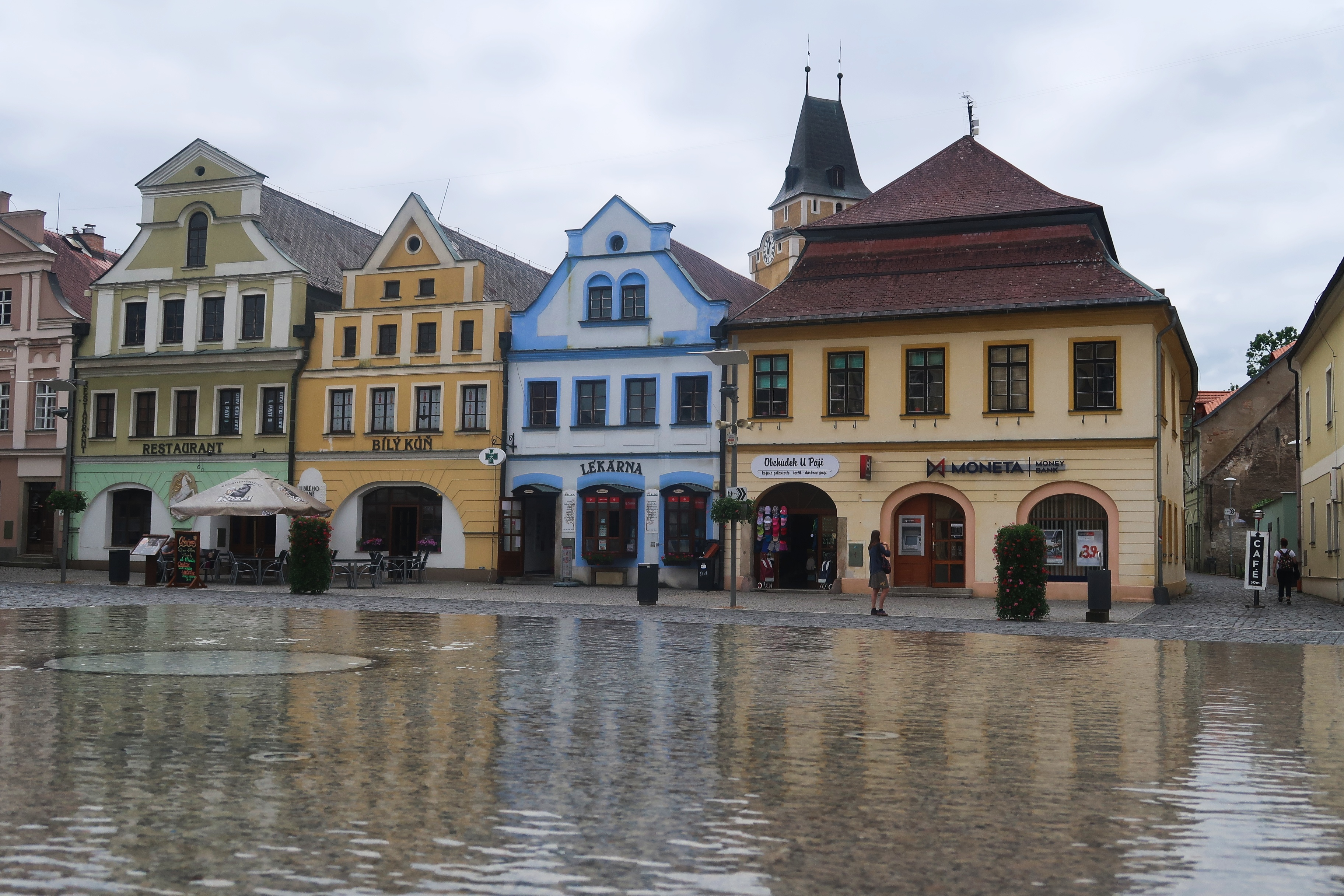
Masarykovo náměstí
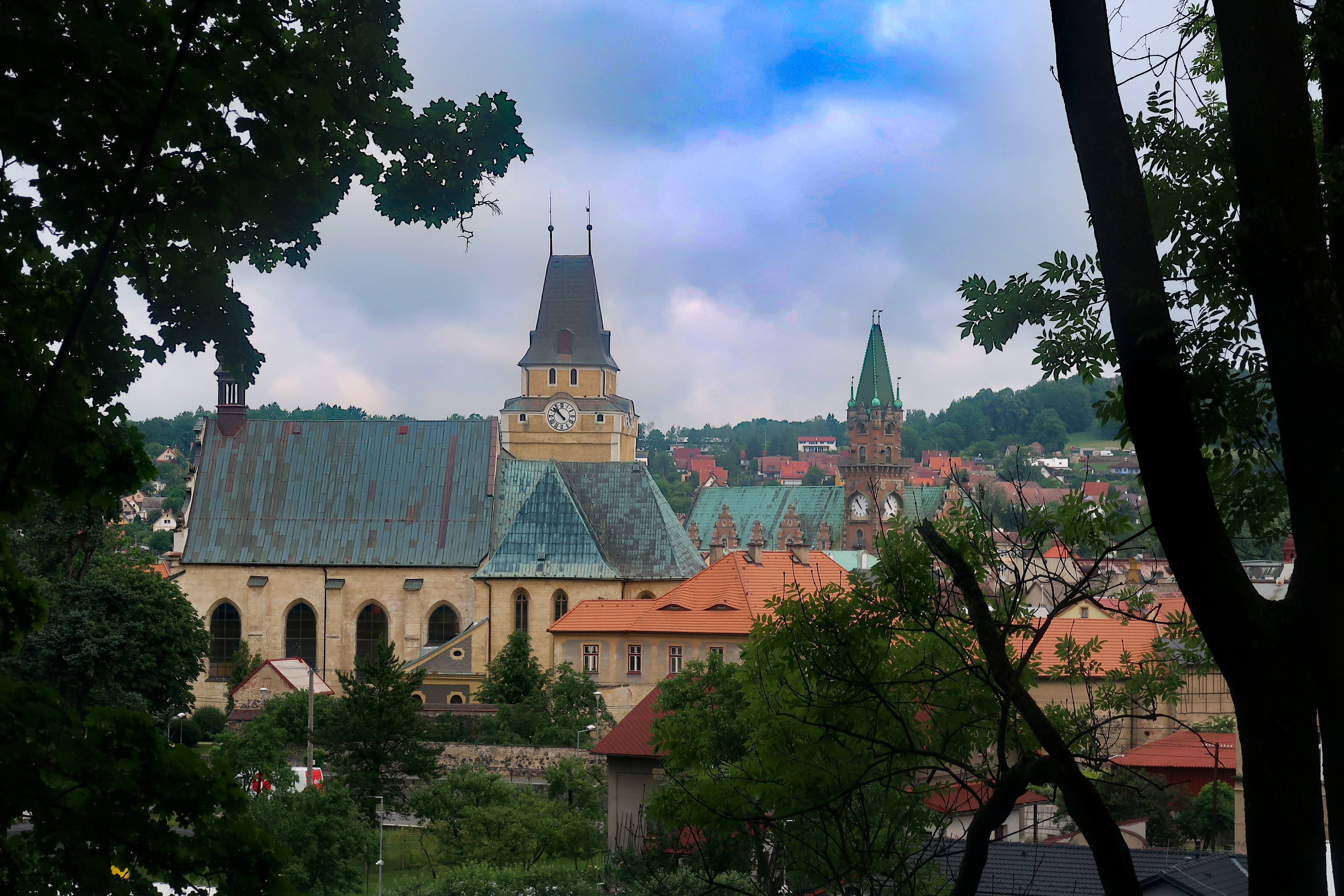
Kostel Nalezení sv. Kříže a věž radnice